# Giorgi Charaisjvili
Giorgi Charaisjvili, född 29 juli 1996 i Marneuli, är en georgisk fotbollsspelare som spelar för Dinamo Tbilisi, på lån från Ferencváros.

## Klubbkarriär
Giorgi Charaisjvili började sin karriär i georgiska Saburtalo Tbilisi och gjorde där 55 mål på 112 matcher. Han spelade där tills 2018 då han den 22 februari skrev på för svenska klubben IFK Göteborg. 
Han gjorde sin allsvenska debut den 10 april 2018 i 2-1-förlusten mot Hammarby IF. Det tog honom 6 matcher innan han till slut fick göra sitt första allsvenska mål för IFK Göteborg då de tog ledningen mot IF Elfsborg i omgång 9. Hans mål såg ut att bli det vinnande målet men resultatet blev till slut 1-1 efter en kvittering av Per Frick i den 94:e matchminuten. I december 2018 förlängde Kharaishvili sitt kontrakt med 3,5 år.
Den 12 februari 2021 meddelade IFK Göteborg att Charaishvili skrivit på för ungerska Ferencváros.

## Landslagskarriär
Kharaishvili har spelat i alla Georgiens ungdomslandslag och gjorde även debut för A-landslaget i januari 2017 mot Uzbekistan i en match som slutade 2–2.